# Cantonul Trévières
Cantonul Trévières este un canton din arondismentul Bayeux, departamentul Calvados, regiunea Basse-Normandie, Franța.

## Comune
| Comune                     | Populație (1999) | Cod poștal | Cod INSEE |
| -------------------------- | ---------------- | ---------- | --------- |
| Aignerville                | ...              | 14710      | 14004     |
| Bernesq                    | ...              | 14710      | 14063     |
| Blay                       | ...              | 14400      | 14078     |
| Le Breuil-en-Bessin        | ...              | 14330      | 14103     |
| Bricqueville               | ...              | 14710      | 14107     |
| Colleville-sur-Mer         | ...              | 14710      | 14165     |
| Colombières                | ...              | 14710      | 14168     |
| Crouay                     | ...              | 14400      | 14209     |
| Écrammeville               | ...              | 14710      | 14235     |
| Étréham                    | ...              | 14400      | 14256     |
| Formigny                   | ...              | 14710      | 14281     |
| Louvières                  | ...              | 14710      | 14382     |
| Maisons                    | ...              | 14400      | 14391     |
| Mandeville-en-Bessin       | ...              | 14710      | 14397     |
| Mosles                     | ...              | 14400      | 14453     |
| Rubercy                    | ...              | 14710      | 14547     |
| Russy                      | ...              | 14710      | 14551     |
| Sainte-Honorine-des-Pertes | ...              | 14520      | 14591     |
| Saint-Laurent-sur-Mer      | ...              | 14710      | 14605     |
| Saon                       | ...              | 14330      | 14667     |
| Saonnet                    | ...              | 14330      | 14668     |
| Surrain                    | ...              | 14710      | 14681     |
| Tour-en-Bessin             | ...              | 14400      | 14700     |
| Trévières                  | ...              | 14710      | 14711     |
| Vierville-sur-Mer          | ...              | 14710      | 14745     |